# Тристаннид стронция
Тристаннид стронция — бинарное интерметаллическое неорганическое соединение
стронция и олова
с формулой SrSn3,
кристаллы.

## Получение
- Сплавление стехиометрических количеств чистых веществ:

{\displaystyle {\mathsf {Sr+3Sn\ {\xrightarrow {598^{o}C}}\ SrSn_{3}}}}

## Физические свойства
Тристаннид стронция образует кристаллы
тригональной сингонии,

параметры ячейки a = 1,200 нм, c = 3,294 нм, Z = 32
.
Соединение образуется по перитектической реакции при температуре 598°С  (569°С ).
Переходит в сверхпроводящее состояние при 5,4 К.